# 토르텔리니
토르텔리니(이탈리아어: tortellini, 단수: tortellino 토르텔리노[*])는 이탈리아의 파스타이다. 소를 넣은 파스타의 일종으로서 면이 반지 모양처럼 둥글둥글한 것이 특징이다. 돼지고기나 모차렐라치즈, 파르메산 치즈를 많이 사용한다. 특별히 이탈리아의 에밀리아로마냐주에서 많이 먹는다. 맛은 아주 걸쭉하지 않고 묽은 수프이며 크림을 첨가하기도 한다.
우리나라의 만두처럼 반죽을 얇게 밀어 소를 채우고 반 죽 양 끝을 붙여 만든다. 뜨거운 물에 익힌 후 소스에 버무려 먹는 만두 형태의 파스타.
포장을 하거나 냉장 보관, 냉동 보관된 토르텔리니는 전 세계적으로도 많이 발견되는데 식품 업체에서 생산하여 수출한다. 대개는 이탈리아 회사에서 생산하며 토르텔리니는 신선한 상태로 최대 7주 정도 보관될 수 있다.
비슷한 음식으로는 우크라이나에서 크리스마스 때 먹는 음식인 "vushka" (우크라이나어: вушка)가 있다.
토르텔로니라는 비슷한 형태의 파스타는 토르텔리니보다 조금 더 크다. 두 종류 모두 여러 음식에 다채로운 쓰임새를 지니고 있지만 미트 소스가 흔하다. 토르텔리니가 미트 소스를 더 많이 사용한다. 토르텔로니는 식탁에 자주 오르지는 않는 음식이다.

## 사진

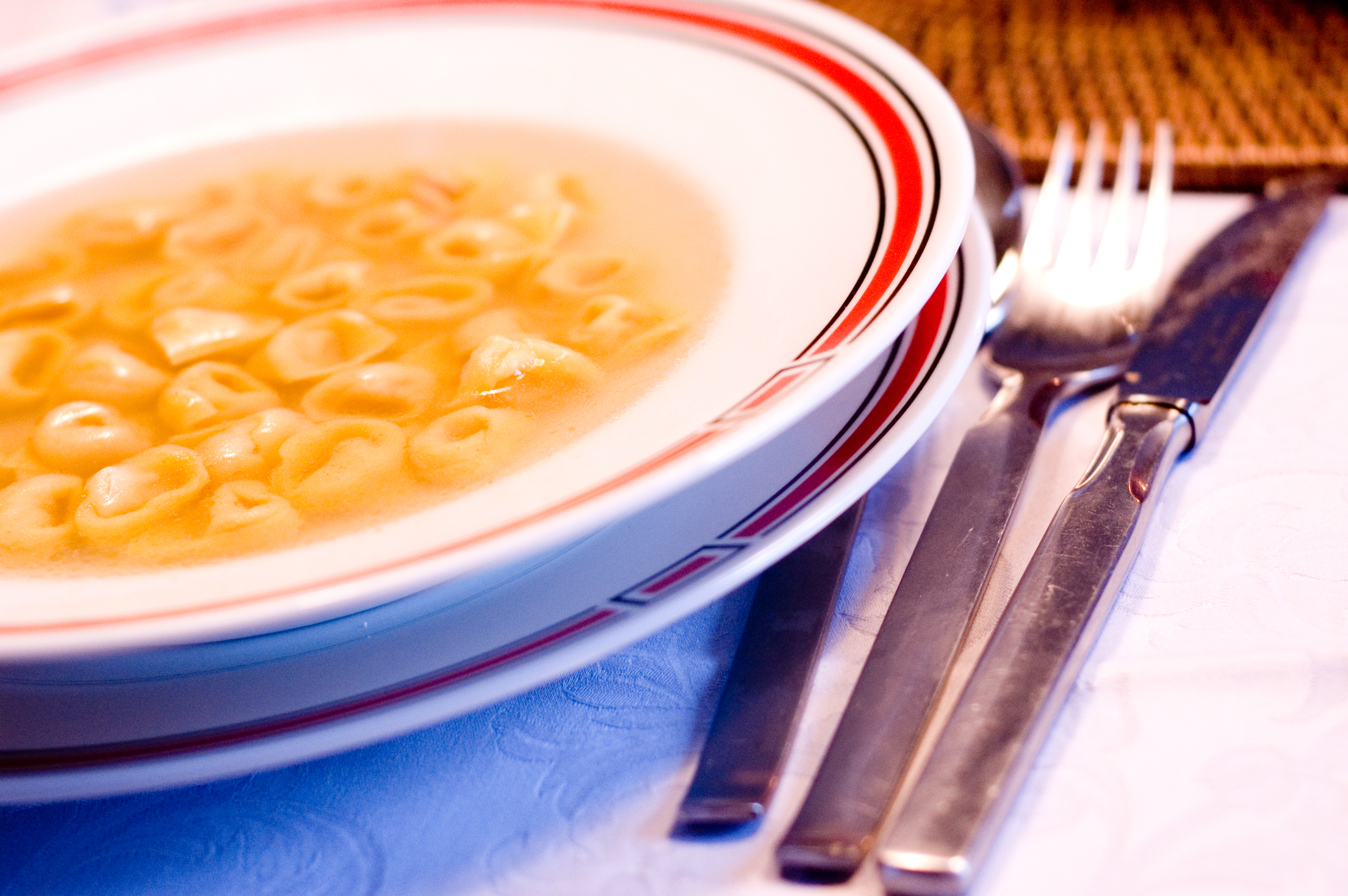
토르텔리니
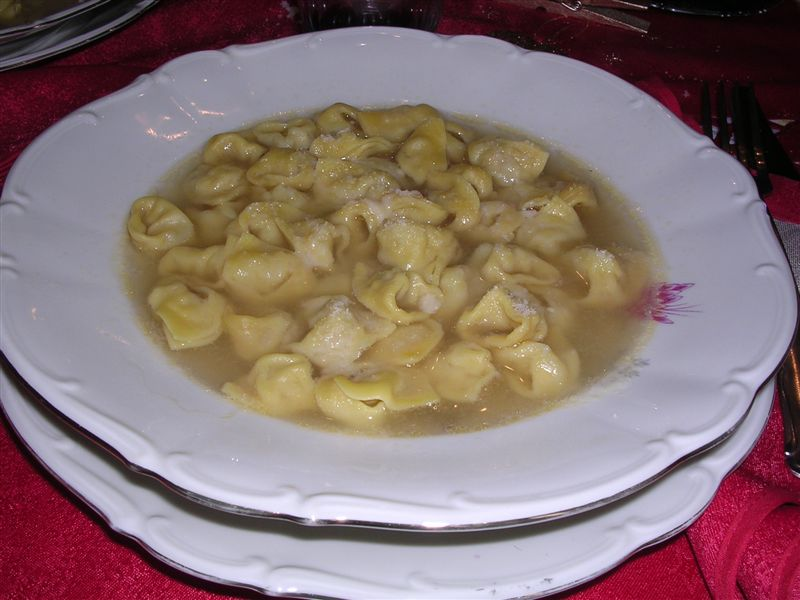
토르텔리니

## 같이 보기
- 토르텔로니